# Masutatsu Ōyama
Ōyama Masutatsu (大山倍達 Ōyama Masutatsu?, 4 de junio de 1923-26 de abril de 1994), conocido popularmente como Mas Oyama, fue un maestro de Karate de origen coreano, y fundador del estilo Kyokushinkai. Nacido como Choi Young-eui (en hangul, 최영의; en hanja, 崔永宜), vivió la mayor parte de su vida en Japón y adquirió la nacionalidad en 1964. Sus dos hijos viven en la actualidad en Corea del Sur. Fue asimismo miembro del equipo de Karate-Do (estilo Shotokan) obteniendo el 4.º dan en la Universidad de Takushoku, y asimismo fue alumno de la Universidad de Waseda (equipo de Judo) llegando al grado de 4.º dan en Japón. Posteriormente, tras practicar el estilo de karate Goju Ryu, el arte del Daito Ryu Aikijujutsu (antecesor directo del Aikido) e investigar otras artes marciales como el Muay thai, dio origen al karate estilo Kyokushinkai.

## Biografía

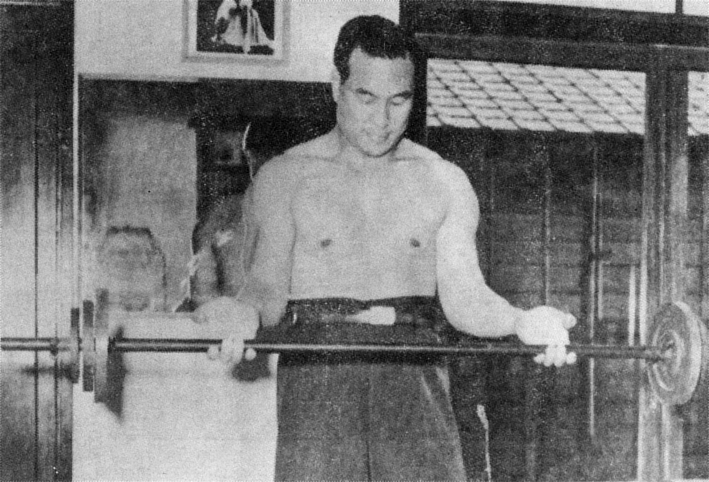
Masutatsu Ōyama (1951)

Nació el 4 de junio de 1923 en Wa-Ryong-Ri, Yong-chi-Myon, Chul Na Do, Corea del Sur. Su nombre de nacimiento Choi Young-Eui (최영의), pero cuando emigró a Japón adoptó el nombre japonés Oyama Masutatsu (大山 倍達), que es una transliteración de 'Baedal' (倍達). 'Baedal' fue un antiguo reino coreano conocido en Japón en aquellos tiempos como "Antiguo Choseon". 'Masutatsu' también puede pronunciarse 'baitatsu' en japonés.
Fue enviado a Manchuria para vivir en la granja de su hermana, debido a su rebeldía y a las continuas peleas con su padre, quien era considerado como líder de su comunidad, pero quien bebía mucho y golpeaba a su madre. A los 9 años empezó a estudiar una expresión sureña del arte marcial chino del chuan fa (el camino del puño o kempo, en japonés) o kung fu / wu shu. A la edad de 12 años volvió a Corea donde continuó su entrenamiento en artes marciales chinas. Más adelante viajó a Japón, a la ciudad de Tokio para convertirse en piloto, lo que no logró. Durante este tiempo empezó su instrucción en Boxeo occidental, savate, lucha olímpica y Judo. Un día tras observar a unos estudiantes que estaban entrenando Karate, se interesó y fue a entrenar en este dojo, era la clase del maestro Gichin Funakoshi en la Universidad de Takushoku, donde él aprendió el estilo Shotokan de karate. Oyama, consideró al maestro Funakoshi como la persona que le enseñó la diferencia entre ser un peleador y llegar a ser un guerrero del Budo.
Su progreso en su entrenamiento fue muy impresionante, a los 17 años él era ya un Segundo Dan, y a los 20 años obtuvo el Cuarto Dan. Durante este tiempo se interesó seriamente en el Judo, alcanzando también el grado de Cuarto Dan. En este tiempo entró el Dai Nihon Butokukai, una academia de entrenamiento para el Ejército Imperial Japonés, que se especializaba en la guerra antiguerrilla, el espionaje, y el combate, tanto a cuerpo a cuerpo como con armas de fuego. Oyama estuvo 2 años en esta organización dentro del grupo de Nagano que se disolvió con la llegada de los países aliados al Japón, al final de la Segunda Guerra Mundial, en 1945.
Posteriormente, continuó su entrenamiento bajo la dirección del maestro So Nei Chu, quien también era un ciudadano Coreano (de la misma provincia de Oyama) radicado en Japón, el cual era experto en el estilo de karate Goju Ryu y discípulo del fundador del estilo en Japón, el maestro Chōjun Miyagi. Fue él, quien incentivó a Oyama a emprender su retiro a las montañas para fortalecer sus habilidades técnicas y templar su espíritu. Fue acompañado por uno de sus propios estudiantes, pero después de seis meses de aislamiento, el estudiante huyó secretamente durante la noche. Oyama tuvo que continuar solo su vigoroso entrenamiento que llegó a ser aún más duro debido a la soledad. Fue en esos momentos que sintió deseos irresistibles de abandonar su entrenamiento y regresar a la civilización. Al saber esto el Maestro So Nei Chu le envío una carta a Sosai Oyama diciéndole que se afeitara una de sus cejas para suprimir su urgencia por regresar, debido a que esto le provocaría mucha vergüenza (dentro de la cultura oriental), y por supuesto que a Oyama no le gustaría que nadie lo viera bajo esas condiciones. Esto, junto con otras conmovedoras palabras lo convencieron para continuar con su entrenamiento, decidido a llegar a ser el más poderoso karateka en Japón, finalizó su entrenamiento después que 18 meses en las montañas. 
Unos meses más tarde en 1947, después de volver a la civilización, probó sus habilidades en la modalidad de Karate en el primer Campeonato Nacional de Artes Marciales, del Japón en la categoría sin peso u open; torneo del cual salió campeón. Sin embargo, él sentía aún un gran vacío en su vida debido a que no había completado los 3 años de aislamiento en las montañas. Bajo estas circunstancias decidió dedicar su vida completamente al karate, fue así como comenzó otra vez su aislamiento de la sociedad, esta vez escogió la montaña de Kiyozumi localizada en la Prefectura de Chiba. Él escogió este sitio por su ambiente y su paisaje, los cuales producían un levantamiento espiritual. 
Desde entonces su entrenamiento llegó a ser extremadamente riguroso, 12 horas al día, siete días a la semana, no dejaba días de descanso. Su entrenamiento consistía en sentarse a meditar bajo las frías aguas de las cascadas, luchando con animales salvajes, rompiendo árboles y piedras del río con sus manos, usado los árboles como makiwara / superficie para golpeo, saltando sobre las plantas de lino, a medida que éstas crecían varios cientos de veces todos los días. En su entrenamiento diario incluyó también un período de estudio de los antiguos textos clásicos de las artes marciales basados en la filosofía Zen, y los escritos del famoso guerrero samurái Miyamoto Musashi. Oyama estructuró y perfeccionó no solamente un método de Karate propio, sino que también acondicionó su propia mente y cuerpo. 
Después de dieciocho meses más de riguroso entrenamiento bajó de la montaña, completamente seguro de sí mismo, y sintiéndose capaz de tomar total control de su vida. 
En 1950, Sosai (o el fundador) Masutatsu Oyama comenzó a probar su poder combatiendo con toros. En total, él luchó con 52 toros, tres de los cuales murieron instantáneamente, y 49 fueron despojados de sus cuernos utilizando un golpe de mano sable ejecutado con el borde de la mano o (Shuto). En 1957, a la edad de 34, casi perdió su vida en México, cuando un toro le alcanzó a cornear, pero a pesar de los pronósticos de los médicos se recuperó. 
En 1952, viajó por un año a Estados Unidos, demostrando su estilo de karate en vivo en la televisión nacional. Durante los años subsiguientes, Oyama aceptó todos desafíos que le presentaron, llegando a combatir con 270 diferentes luchadores, boxeadores y peleadores. La mayoría de estos combates los ganó de un solo golpe de puño. Los combates nunca duraban más de tres minutos, y la mayoría duró no más de unos pocos segundos. Oyama llegó a ser conocido como "Godhand", una manifestación viva de una máxima de los guerreros japoneses "Ichi geki, Hissatsu" o "Un golpe, una muerte". Esta máxima representaba lo que él perseguía primeramente en las técnicas de Karate. Las técnicas complicadas de golpeo con pies eran secundarias para el (sin embargo también fue conocido por sus poderosas patadas altas).
En 1953, Sosai Oyama abrió su primera sala de entrenamiento en el camino del karate, o dojo, este era un sitio cubierto de césped en Mejiro (Tokio). En 1956, el primer Dojo verdaderamente oficial se abrió en un local ubicado atrás de la Universidad de Rikkyo. En 1957, ya había 700 miembros, a pesar del alto porcentaje de abandono debido a la dureza del entrenamiento. Los estudiantes de Oyama consideraban seriamente la práctica del combate libre o kumite. En ese entonces, se tenían muy pocas restricciones, atacar la cabeza era común, generalmente con los pies, con el talón de las palmas de las manos o con los puños. Los agarres, luxaciones y lanzamientos eran también comunes en sus prácticas, así como el manejo de las armas tradicionales del Kobudo de Okinawa. 
Fue a raíz de un incidente en su vida personal, siendo atacado por un agresor armado con un cuchillo, cuando Oyama decidiría unos meses después prohibir los golpes a la cabeza o rostro en sus entrenamientos. El agresor que atacó a Oyama resultó gravemente herido por un golpe que le fracturó el cráneo. La técnica empleada fue el "Uraken". Tras el suceso, Oyama fue detenido y encarcelado un tiempo acusado de Homicidio Involuntario. Desde ese momento, al regresar a sus entrenamientos, prohibiría tajantemente golpear en la cabeza o rostro, con las manos en los combates o "kumite", aún llevando vendas o guantes en las manos.
En los años 60 y 70, su práctica del karate se dirigió más hacia la parte deportiva tras la visita del maestro Oyama a Tailandia. Hacia el antiguo arte y deporte de contacto del Muay Thai, desde donde Oyama trajo las patadas bajas con el hueso tibial, y algunas técnicas de golpeo con las rodillas. Tras un incidente más adelante en Japón, donde Oyama en un acto de legítima defensa dio muerte a un atacante con un puñal, mediante un golpe tipo "uraken". Decidió seguir con el contacto pleno, pero evitando golpear la cabeza o el rostro con el puño, o la mano abierta. Así, el Karate Kyokushinkai tomó el formato deportivo de hoy día, en el que prevalecen las distancias cortas, los puñetazos al tronco, los rodillazos y las patadas altas en los combates. Así como la práctica de rompimientos y de las formas tradicionales o kata, en su aspecto tradicional.

## Estilo Kyokushinkai
En junio de 1964 Oyama crea su Sede Mundial, adoptando el nombre Kyokushinkai, que significa: Kyoku: 'lo más alto', Shin: 'verdad', Kai: 'juntarse, asociarse'. Desde entonces continuó esparciéndose hacia más de 120 países, llegando a ser una de una de las organizaciones de Artes Marciales más grandes del mundo.

## Fallecimiento
El 26 de abril de 1994 en Tokio, Japón, a la edad de 70 años, Sosai Masutatsu Oyama falleció de cáncer de pulmón, dejando a cargo de la organización al entonces 5.º Dan Akiyoshi Matsui.

## Anécdotas y curiosidades
- Masutatsu Oyama ha sido considerado como uno de los más grandes héroes del Japón moderno; considerado aún hoy día por algunos como un dios viviente. Inclusive su vida y hazañas han sido retiradas en varias oportunidades en películas, dibujos animados, historietas y videojuegos.
- Entre sus legendarias proezas se cuentan la de luchar contra toros y derrotarlos solamente con sus manos, haciendo un total de más de 30 combates, aproximadamente 39, dentro de los cuales, a 37 le arrancó un cuerno con shutó (mano de espada), mientras que a otros 3 los mató torciendo su cuello.

- Oyama fue representado por el actor japonés Sonny Chiba en la trilogía de artes marciales basadas en el manga (de Ikki Kajiwara, Jirō Tsunoda y Jōya Kagemaru) Champion of Death (1975), Karate Bearfighter (1975), y Karate for Life (1977). Oyama en persona también aparece en los dos primeros filmes.[2][3]

- En el año 2003 se filmó la película coreano-japonesa "Fighter In The Wind" basada en la vida de Oyama como un homenaje póstumo, la película fue muy exitosa, pero criticada en Japón por mostrar la xenofobia de la sociedad japonesa de aquella época.
- Masutatsu Oyama incluyó dentro de su estilo técnicas del arte marcial del boxeo tailandés tradicional o muay thai, como las patadas bajas a las piernas o low kicks / sune gedan geri y los golpes de rodilla hiza geri en ángulo, además de los golpes circulares tipo crochet del boxeo occidental.
- Oyama no era conocido por apoyar la lucha libre profesional japonesa o puroresu, pero uno de los luchadores profesionales más grandes de Japón, Akira Maeda, que además era miembro de Kyokushinkai, logró convencer a Oyama de que dejara competir a algunos de sus karatekas en sus eventos de lucha libre.
- Varios de los practicantes del estilo de karate de Sensei Oyama, el Kyokushinkai han participado y participan con gran éxito en el mundo de las competiciones de kickboxing, y en varios de los torneos de artes marciales mixtas, a nivel mundial.
- A finales de los 50, defendiéndose contra un ataque con cuchillo, Oyama fracturó el cráneo de su agresor golpeándole con la técnica de puño "uraken" y le mató accidentalmente. Estuvo preso un tiempo debido a este incidente, acusado de homicidio involuntario.